# Musée maritime de Cesenatico
Le musée maritime de Cesenatico (en italien : Museo della Marineria di Cesenatico) est un musée maritime situé à Cesenatico en Émilie-Romagne, Italie. Il est consacré aux bateaux traditionnels de l'Adriatique.

## Historique
En 1977, à Cesenatico, ville italienne d'Émilie-Romagne située sur les bords de la mer Adriatique, les bateaux traditionnels qui témoignent de l'histoire du port de pêche et de commerce sont menacés. 
Issu d’un patrimoine historique reconnu, le port-canal redessiné par Léonard de Vinci, où se concentre la vie de la petite localité, doit survivre.
Destiné à être rasé pour y établir un parking, une conférence se réunit alors sur la thématique du patrimoine maritime, pour préserver ces bateaux et les techniques de navigation anciennes mais aussi les autres constructions en lien avec le passé maritime et le monde de la pêche. C'est ainsi qu'est né le projet du musée maritime de Cesenatico, porté par la commune.

## Le musée maritime
Le musée  effectue ses principales activités de conservation sur des bateaux de travail de cette région ; son intervention en faveur du patrimoine maritime est globale et ne se limite pas aux bateaux.
En effet, l’objectif s’est immédiatement porté sur l’ensemble du patrimoine maritime non seulement sur les bateaux mais aussi sur le bâti local, les savoir-faire (patrimoine immatériel) et les objets découverts dans l’Adriatique (outils).
En 1983, à la suite d'un intense travail d'identification, d'acquisition et de restauration de navires, le musée a ouvert dans le port-canal sa « section ﬂottante » comprenant douze unités traditionnelles restaurées pour les rendre à leur état d'origine, dont quatre naviguant, huit en exposition statique comme le topo, le batana, le lancia, le trabaccolo modiﬁé, tous destinés à la pêche. Deux d'entre eux[pas clair] ont pour vocation de naviguer aﬁn de maintenir en vie les pratiques liées à leur histoire, dont le burchio qui est un cargo à voile pour le transport des personnes.
En 2005, en relation avec les habitants, les associations et la ville, un bâtiment a été construit pour héberger le musée à terre, en bordure du port-canal. Objectif : élargir le champ de découverte de ce patrimoine. Cette section du musée abrite d’autres navires dont les anciens et majestueux bragozzi et de nombreux objets regroupés en une exposition permanente sur laquelle s'appuie toute une palette d’activités annexes (expositions, ateliers…).

## Galerie photos

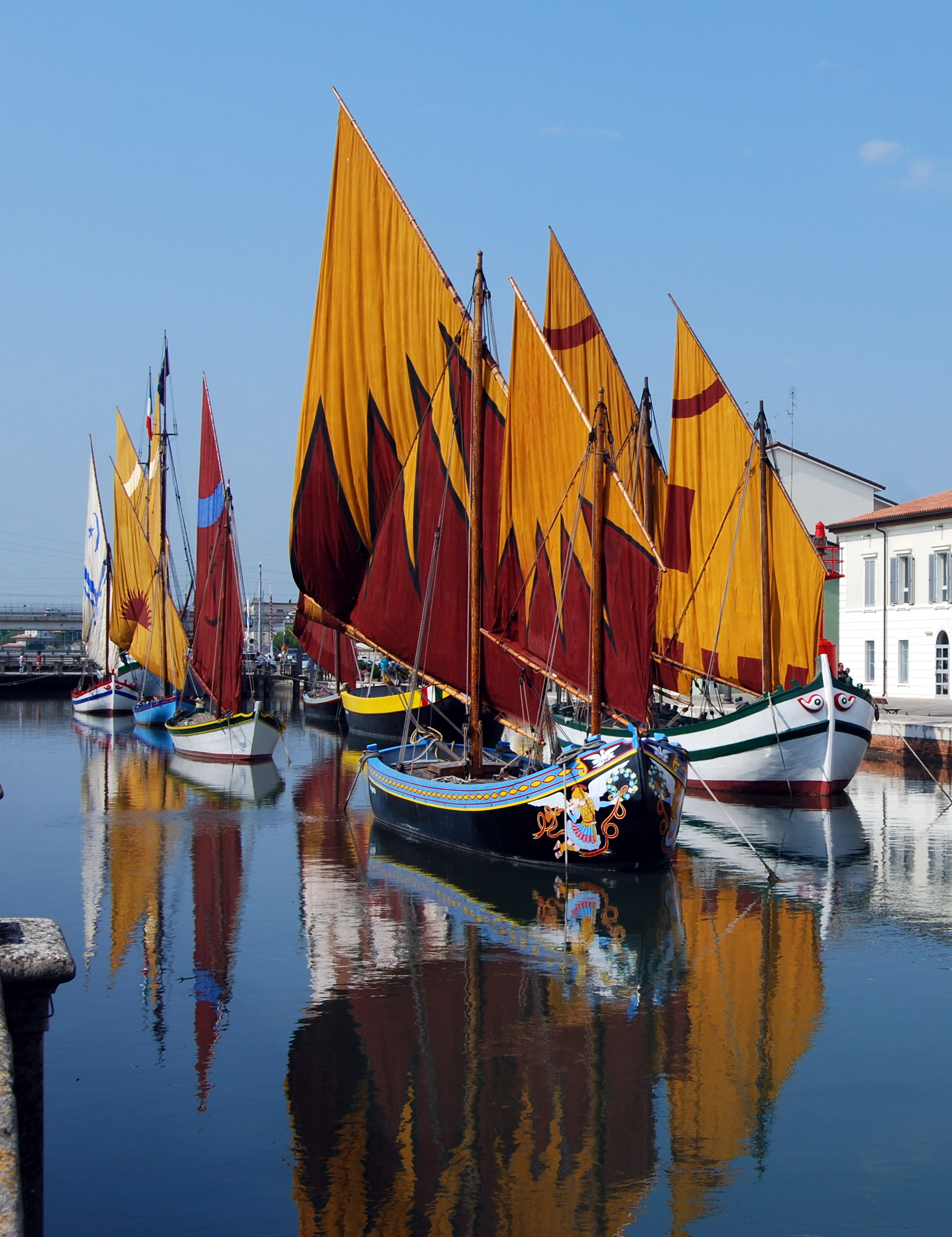
Barques dans le port-canal
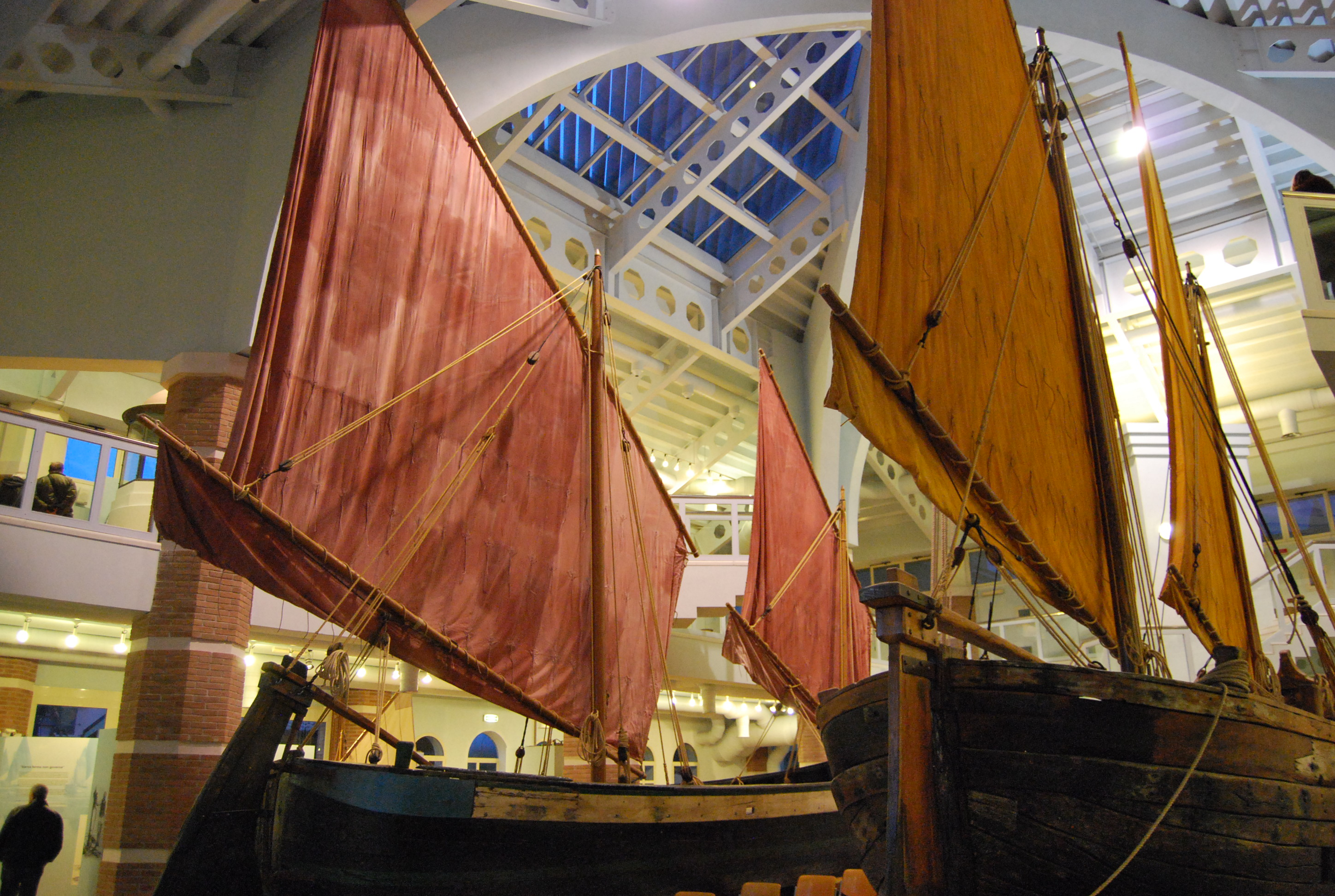
Dans le musée
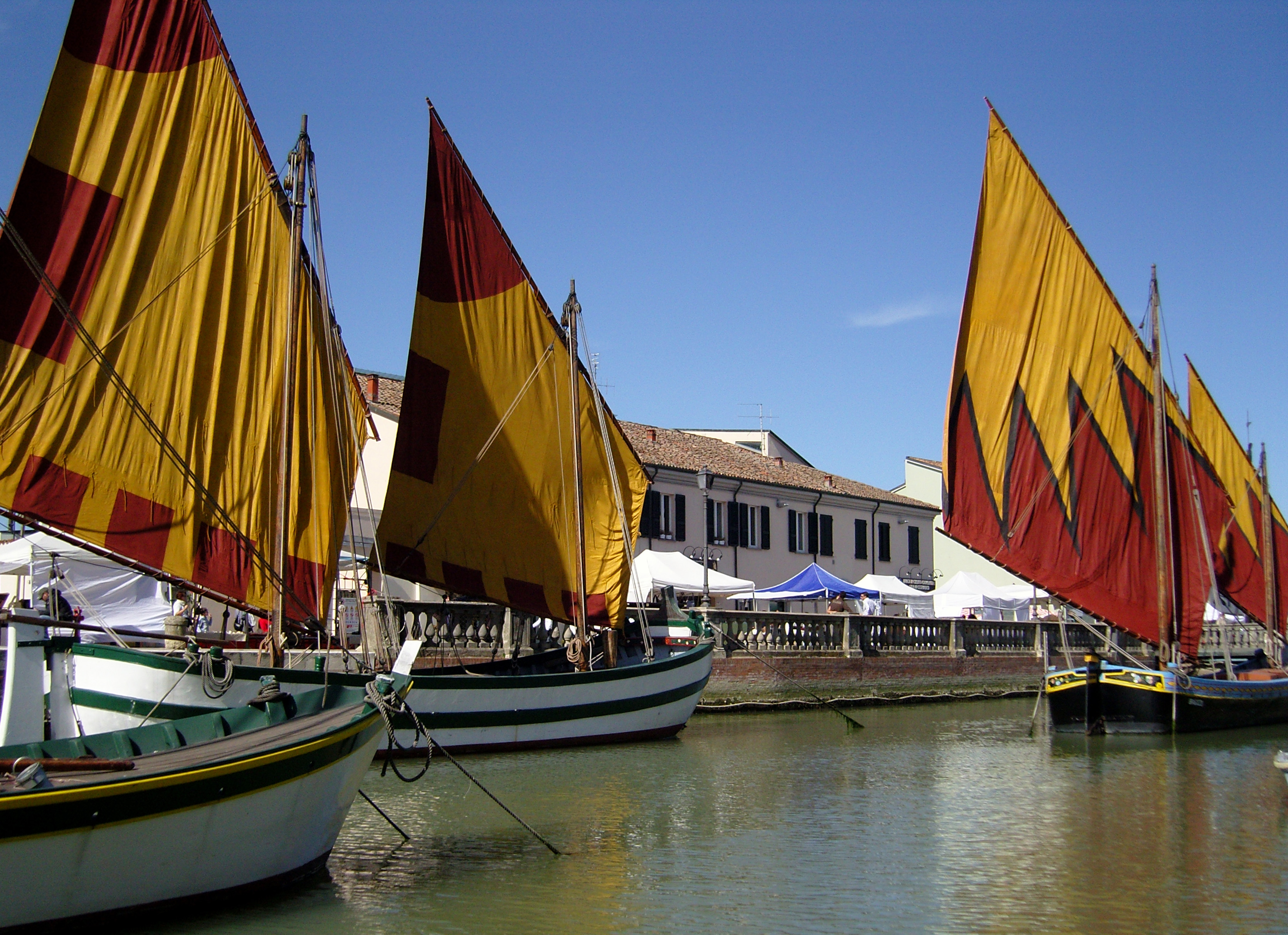
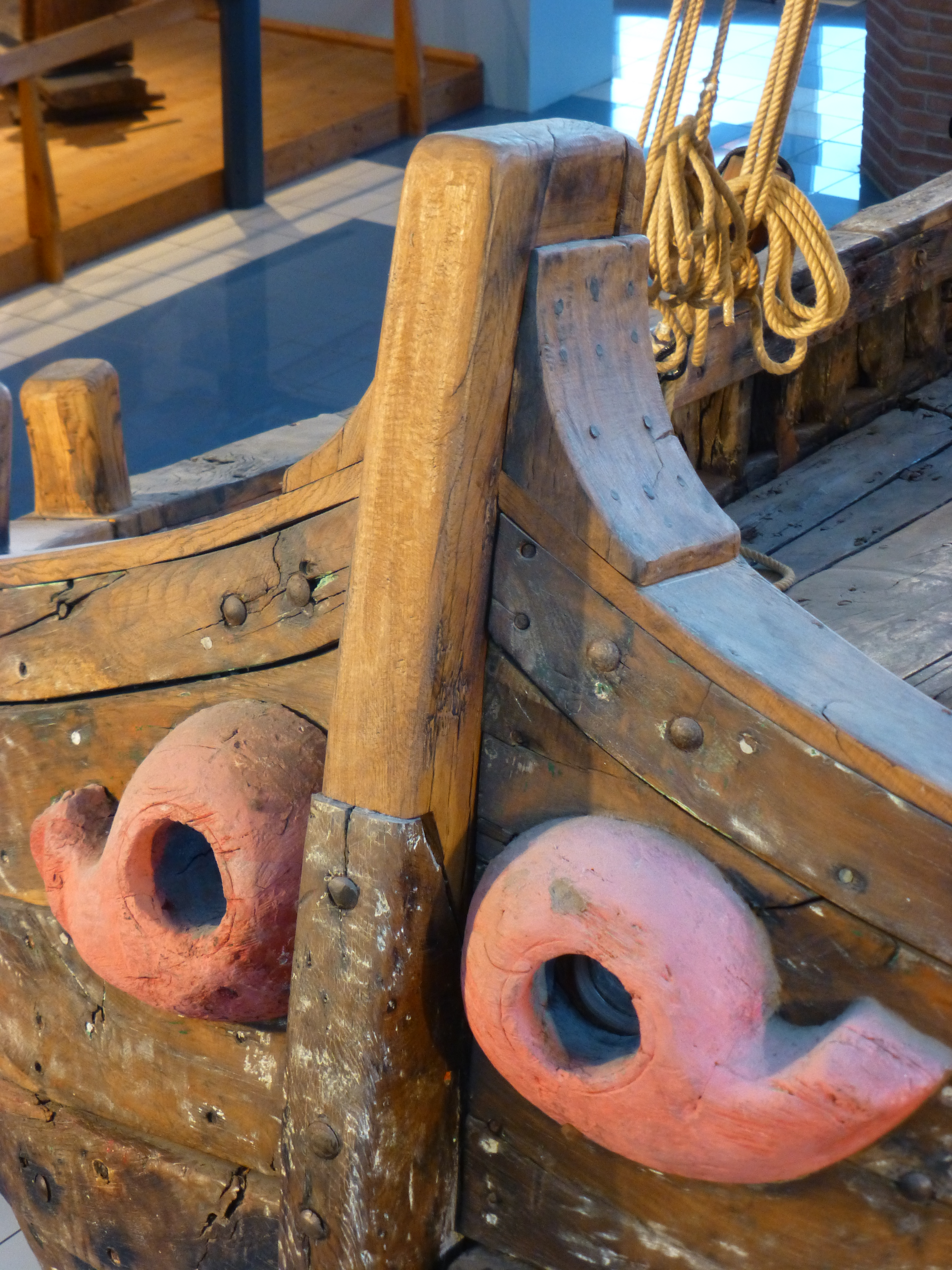
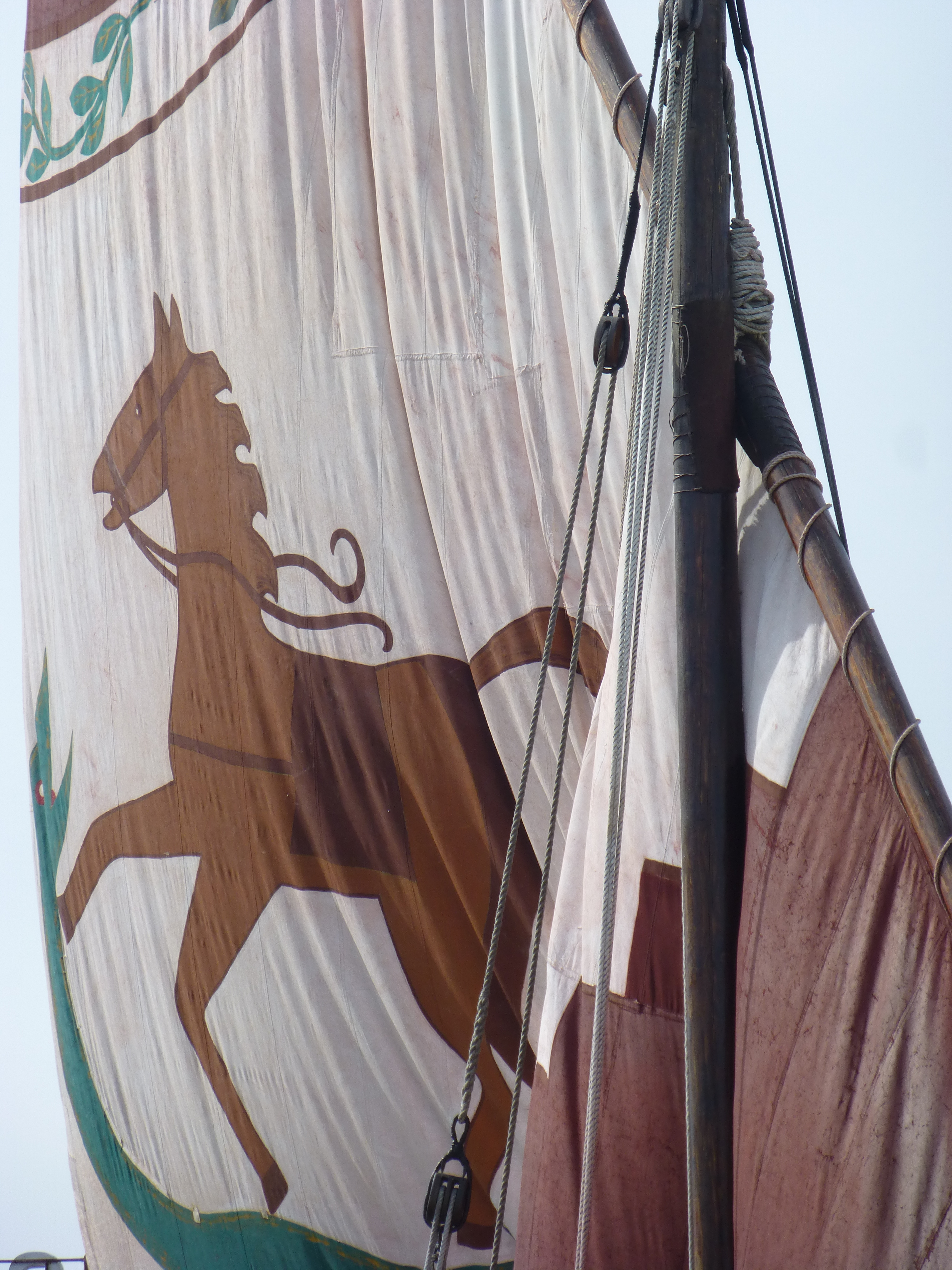
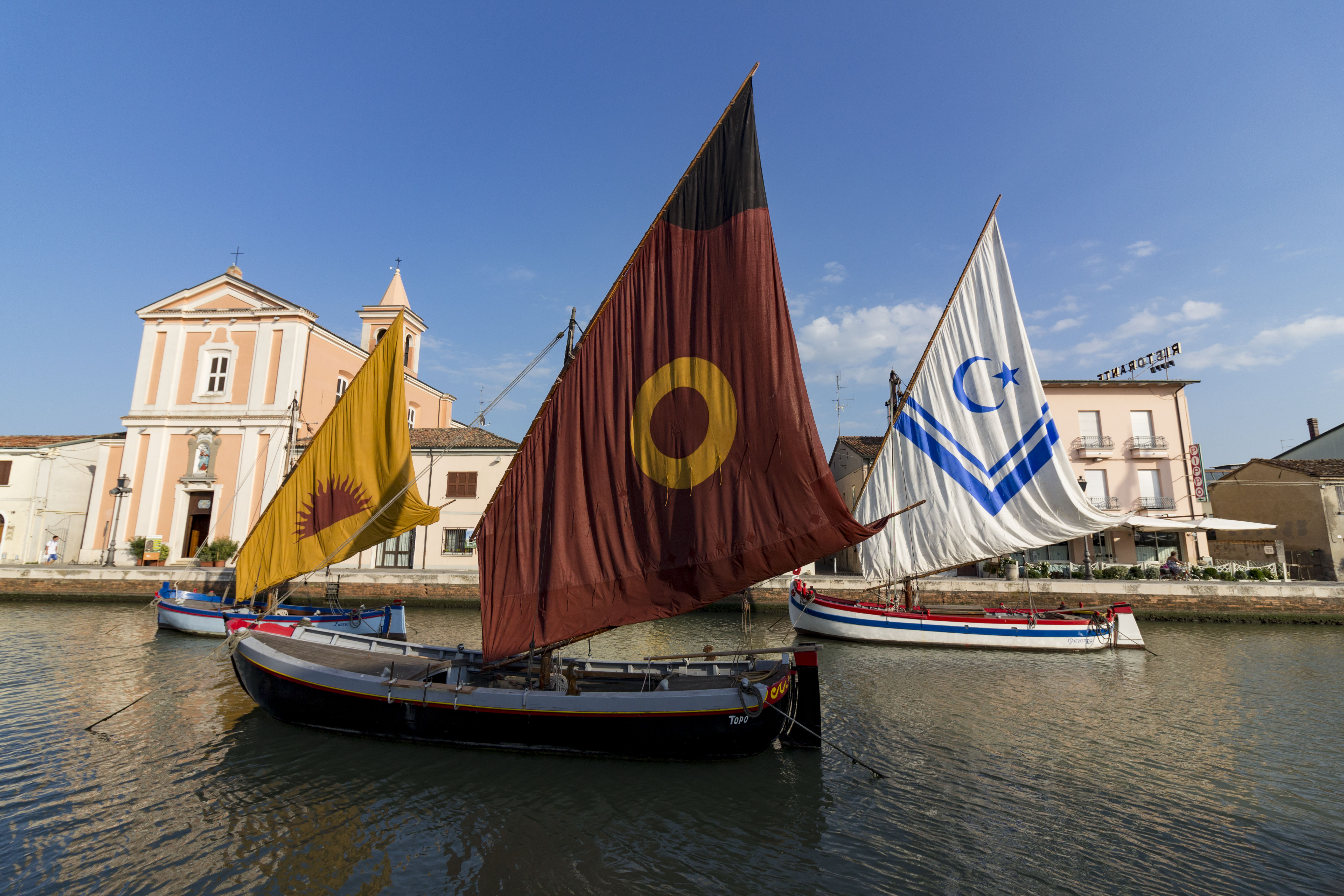